# Regimiento de Candás y Luanco
El Regimiento de Candás y Luanco se organiza en Oviedo en julio de 1808, en plena Guerra de la Independencia. El mando recae en el coronel Juan González Cienfuegos, Conde de Peñalba (perteneciente a la familia homónima que había monopolizado los cargos públicos de Luanco en los siglos anteriores). La mayor parte de los hombres del regimiento son vecinos de los concejos de Gozón y Carreño, aunque a lo largo de su existencia recibirá reemplazos de Illas, Castrillón, Ribadesella, Cabranes, Corvera y Llanera. Originariamente, se compone de diez compañías, con un total de 748 infantes y 30 oficiales.

## Participaciones
La primera batalla en que estuvo presente se libró los días 10 y 11 de noviembre de 1808 en Espinosa de los Monteros (Burgos). El regimiento pierde más de 340 hombres y se ve forzado a retirarse a través de Cantabria. En Pola de Siero, el general Ballesteros reorganiza las tropas. A comienzos de 1809 Ballesteros emprende una ofensiva que le lleva a recuperar la línea defensiva de Colombres. En mayo de 1809, el mariscal francés Ney dirige una rápida contraofensiva que se salda con la derrota de los asturianos. El cuerpo se retira hasta Valdeburón, tras un infructuoso intento de resistencia en Covadonga. En junio, las tropas están recompuestas y participan en la toma de Santander, que se mostró fugaz. El 11 de junio el ejército asturiano es arrollado por los franceses de Bonet, y el mismo Ballesteros huye a Gijón. Será un guerrillero, Juan Díaz Porlier El Marquesito, quien reorganice a los astures en Medina de Pomar (Burgos). En julio, el Regimiento de Candás y Luanco se integra en la nueva III División del Ejército de la Izquierda bajo el mando de Ballesteros. Durante el mes de agosto se suceden los combates en el valle de Turón. Allí se obtiene una victoria frente al Regimiento 120 francés. A esta victoria le siguen los fracasos del intento de toma de Zamora y el ataque a Alba de Tormes.
En 1810, el Regimiento participa en combates en Zalamea la Real y Aracena. El 19 de agosto Ballesteros decide enviar de vuelta el regimiento a Asturias. A su regreso, integrará los llamados Cuadros Asturianos, junto con los regimientos de Covadonga y Villaviciosa, ocupándose del reclutamiento en Asturias y Galicia. A partir de entonces forman el 2.º Regimiento de Asturias. Por estos días sumaba 840 hombres. 
En 1812, con los franceses en desbandada, pasa a formar parte de la División de Lugo y en noviembre se agrega a las fuerzas de Asturias para atacar a los franceses en el Narcea y derrotarlos.
En 1813 se integra en la División del general Bárcena. El 30 de mayo, a las órdenes de Wellington participa en la campaña de Castilla la Vieja a través de Liébana, Vizcaya, Álava y Guipúzcoa. Entre los distintos enfrentamientos se cuentan el 21 de junio en la batalla de Vitoria, el 31 de agosto en la de San Sebastián y a partir de 1814 en el sitio de Bayona. La toma de esta ciudad el 12 de abril de 1814 y la ocupación de Toulousse serán los últimos hechos de armas del Regimiento de Candás y Luanco. El 23 de junio de 1816, el general Cienfuegos entrega en un acto simbólico la bandera del Regimiento en Candás y éste queda disuelto. Terminaba así un periplo de 5 años a través de los más diversos parajes españoles y franceses.